# Saint-Jean-Cap-Ferrat
Saint-Jean-Cap-Ferrat (in italiano San Giovanni Capo Ferrato; in occitano Sant Joan de Cap Ferrat) è un comune francese di 1 533 abitanti situato nel dipartimento delle Alpi Marittime nella regione di Provenza-Alpi-Costa Azzurra.
Qua nacque il montatore e regista Jean Sacha.

## Geografia fisica
Il comune fa parte del dipartimento delle Alpi Marittime, situata fra Principato di Monaco e Nizza e confinante con Villefranche-sur-Mer e Beaulieu-sur-Mer. Il suo territorio si estende su tutta la penisola di Cap-Ferrat ed a est, per circa 250 ettari, sul capo di Saint Hospice.
Il centro abitato è composto da un caratteristico villaggio, mentre nella zona retrostante della penisola vi sono circa 500 ville, la maggior parte molto lussuose, con enormi giardini in cui si possono ammirare una grandissima varietà di alberi e fiori.
Proprio per questa grande varietà botanica e per l'incontaminatezza del luogo, la penisola viene protetta da numerose associazioni ambientali che cercano di tutelare questo piccolo ecosistema dagli abusi edilizi. Nonostante ciò i ricchi proprietari riescono a costruire senza autorizzazione. La condizione inoltre viene aggravata dal sindaco Renè Vestri, favorevole alla cementificazione .

## Storia
Anticamente chiamata Anao, la regione venne conquistata in primo luogo dai Liguri e poi dai Romani, ai quali succedettero intorno al 575 d.C. i Longobardi. Con Carlo Magno passò nel Regnum Italiae.
All'inizio del Medio Evo vi si rifugiò, nella parte est della penisola, l'eremita sant'Ospizio (Saint Hospice) da cui poi prenderà il nome una parte della penisola.
Dal IX secolo invece il territorio fu occupato dai Saraceni i quali vi rimasero fino all'X secolo.
Nel 1388 Saint-Jean-Cap-Ferrat venne ceduta al Ducato di Savoia, il quale la fortificò e l'ampliò, costruendo nel 1561, sotto il regno del Duca Emanuele Filiberto I di Savoia, il forte di Saint-Hospice. Esso venne successivamente distrutto nel 1706 dal duca di Berwick durante l'assedio di Nizza. Fra il 1720 e il 1820 il territorio passò numerose volte dall'Italia alla Francia per far parte definitivamente nel 1860 della contea di Nizza.
Fino al 1904 Saint-Jean-Cap-Ferrat fece parte del comune di Villefranche-sur-Mer. Oggi è uno dei maggiori siti residenziali della Costa Azzurra per le numerose e lussuose ville che vi si possono trovare.

### Simboli
Lo stemma del comune si blasona:
La torre rappresenta l'eremita Ospizio. La leggenda narra che questi stava pregando imperturbabile in una torre quando giunsero i Longobardi, ma nel momento in cui uno di loro sollevò la spada per decapitarlo, il braccio alzato restò paralizzato, mentre l'arma cadeva a terra. Spaventati, gli invasori si prostrarono davanti al Santo.

L'agnello pasquale è il simbolo di san Giovanni Battista, patrono della città. L'ippocampo e l'ancora simbolizzano il mare.

## Monumenti e luoghi d'interesse

### Villa Ephrussi de Rothschild

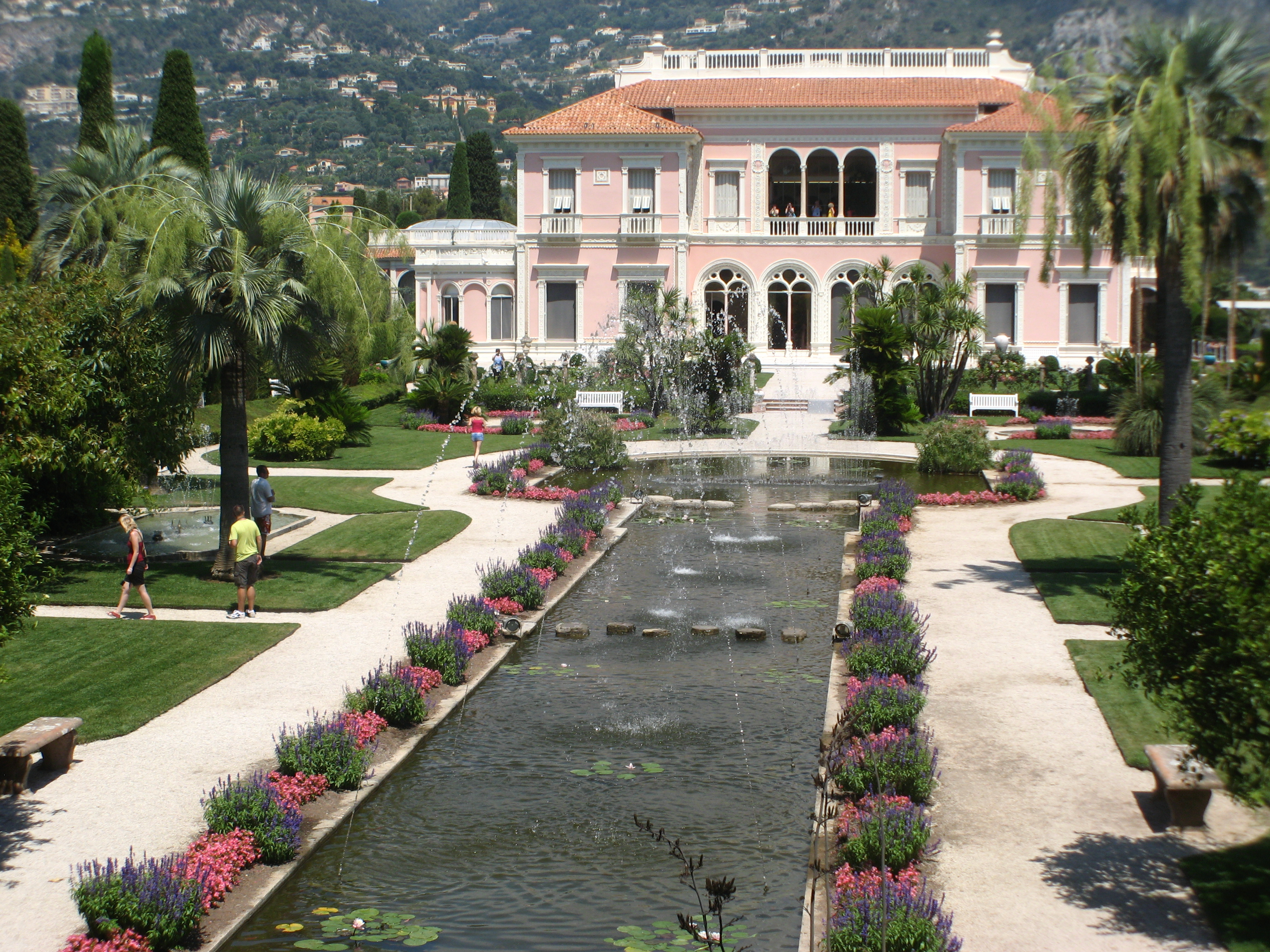
Villa Ephrussi De Rothschild

Nel 1883 la baronessa Béatrice de Rothschild (1864–1934), sposa del miliardario Maurice Ephrussi (1849–1916), acquistò sette ettari di terra sull'istmo che collega Cap Ferrat alla costa, sul quale, nel 1905, fece costruire un enorme e lussuoso palazzo.
La villa conta numerosi elementi decorativi che spaziano fra il XV e il XIX secolo, i quali vennero acquistati dalla baronessa nel corso dei suoi lunghi viaggi.
Dal 1934 la villa, i suoi giardini e i suoi monumenti artistici appartengono all'Accademia delle belle arti dell'Institut de France, che nel 1937 aprì la residenza al pubblico.

### I giardini Les Cedrès
Antica proprietà del re Leopoldo II del Belgio, i giardini ospitano una grandissima varietà di piante provenienti da tutto il mondo in cui vi si coltivano, tra l'altro, alcune delle piante utilizzate nella produzione del Grand Marnier.

### La cappella di Saint-Hospice
Situata sulla punta da cui prende il nome, la piccola cappella fu edificata intorno al XVII secolo sulle rovine della torre che ospitò Ospizio (Hospice) divenuto santo per aver respinto l'avanzata dei Longobardi. Dal 13 maggio 1929 è diventata monumento storico.

### Altre attrattive turistiche
Adiacente al santuario di Saint-Hospice si trova una statua di bronzo della Madonna col Bambino di 11 metri di altezza, eretta come ex voto nel 1903 su ordine del commerciante d'olio Auguste Gal, opera dello scultore milanese Tranquillo Galbusieri, e trasferita dove si trova ora nel 1937.
Nei pressi si trova anche il Cimitero militare belga che accoglie i corpi di 90 soldati vittime della Grande Guerra.

## Società

### Evoluzione demografica
Abitanti censiti

## Curiosità
A Saint-Jean-Cap-Ferrat, nel 1970, iniziarono le riprese dei primi episodi di Attenti a quei due, la celeberrima serie televisiva interpretata da Roger Moore e Tony Curtis, tra cui l'episodio pilota È stato un piacere conoscerti e picchiarti. Lì era situata la villa del giudice Fulton, il loro mentore, che fece da culla per gli altri episodi ambientati in Costa Azzurra, tra Nizza e Montecarlo, come La bella ereditiera, Un amico d'infanzia, Una ragazza che sapeva troppo e Il Napoleone d'oro.

## Galleria d'immagini

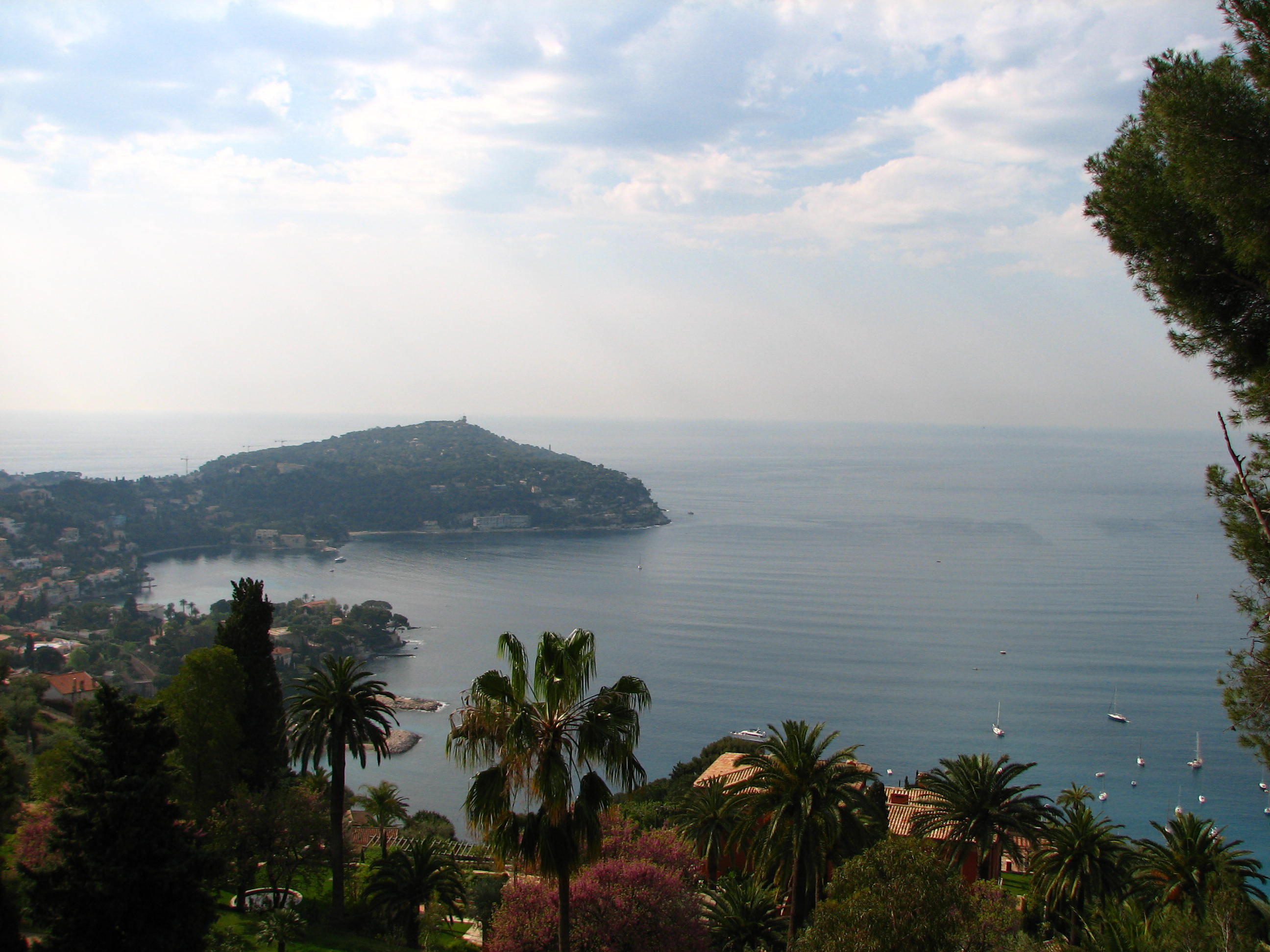
Cap-Ferrat da Villefranche-sur-Mer
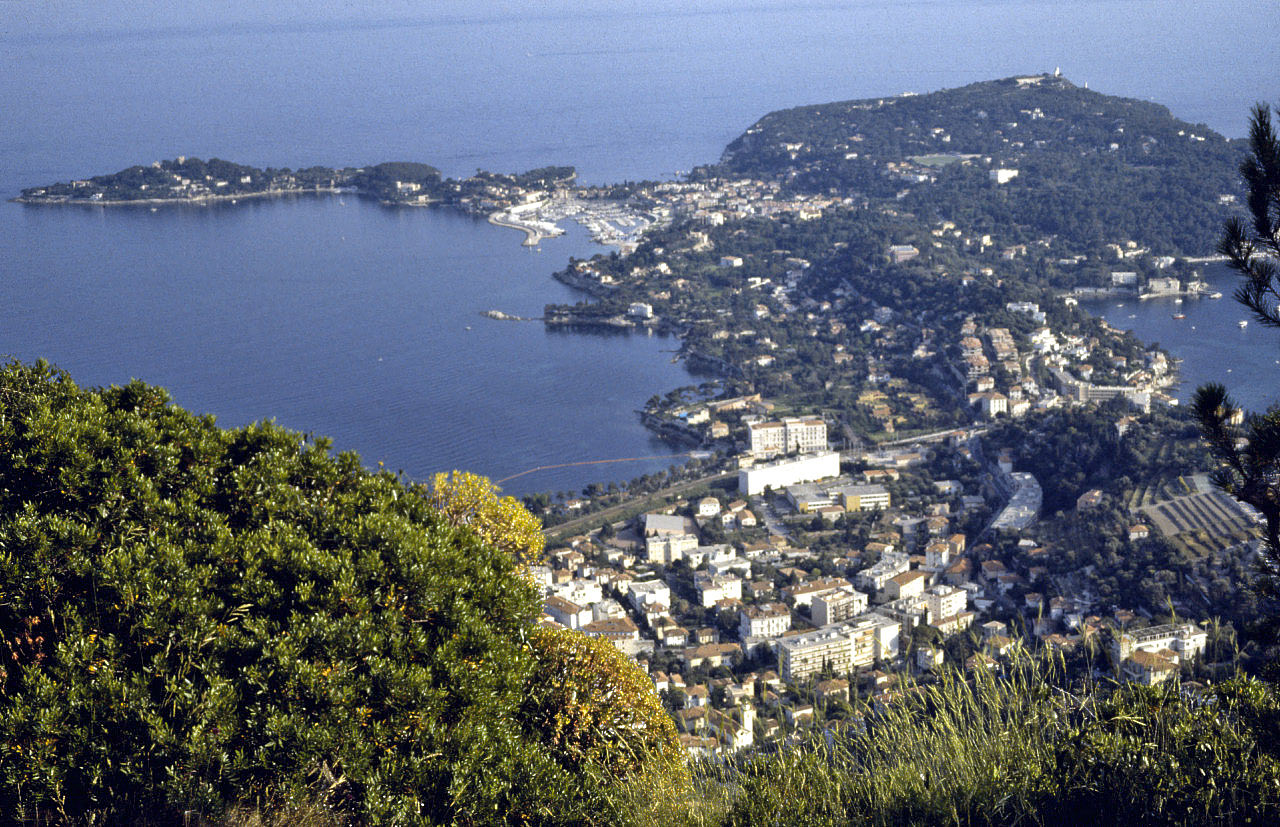
Saint-Jean da Beaulieu-sur-Mer
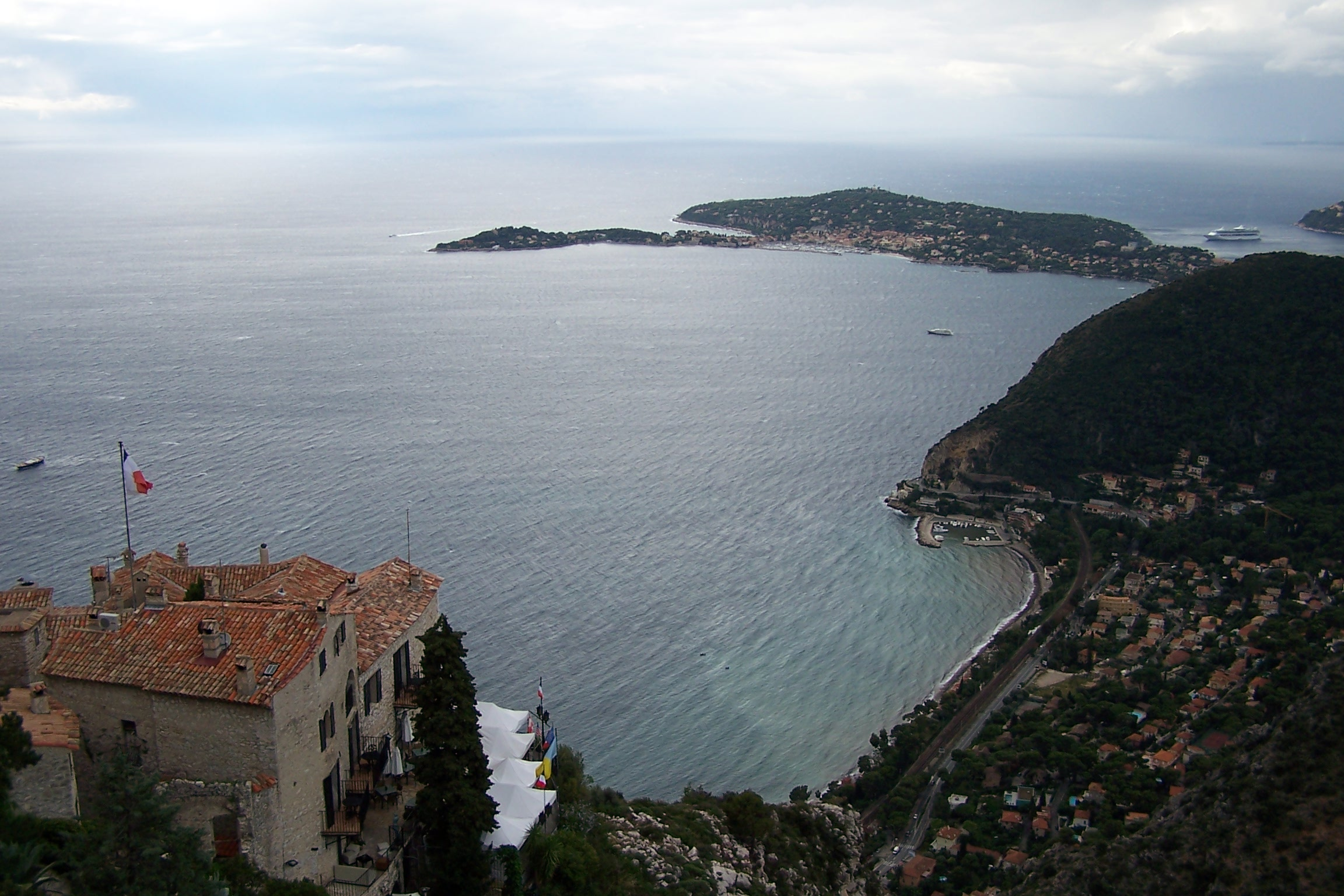
Cap-Ferrat da Èze
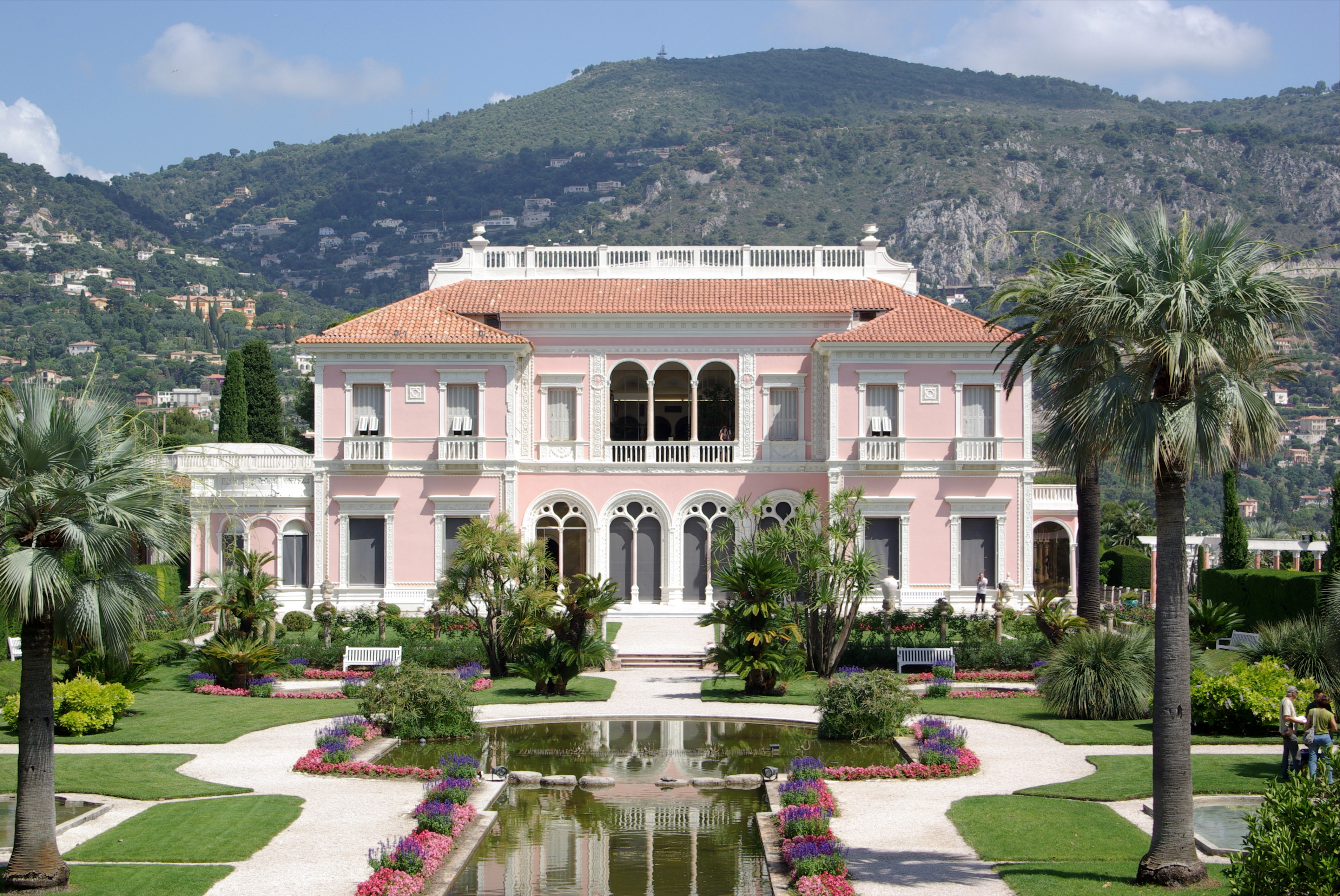
Villa Ephrussi de Rothschild
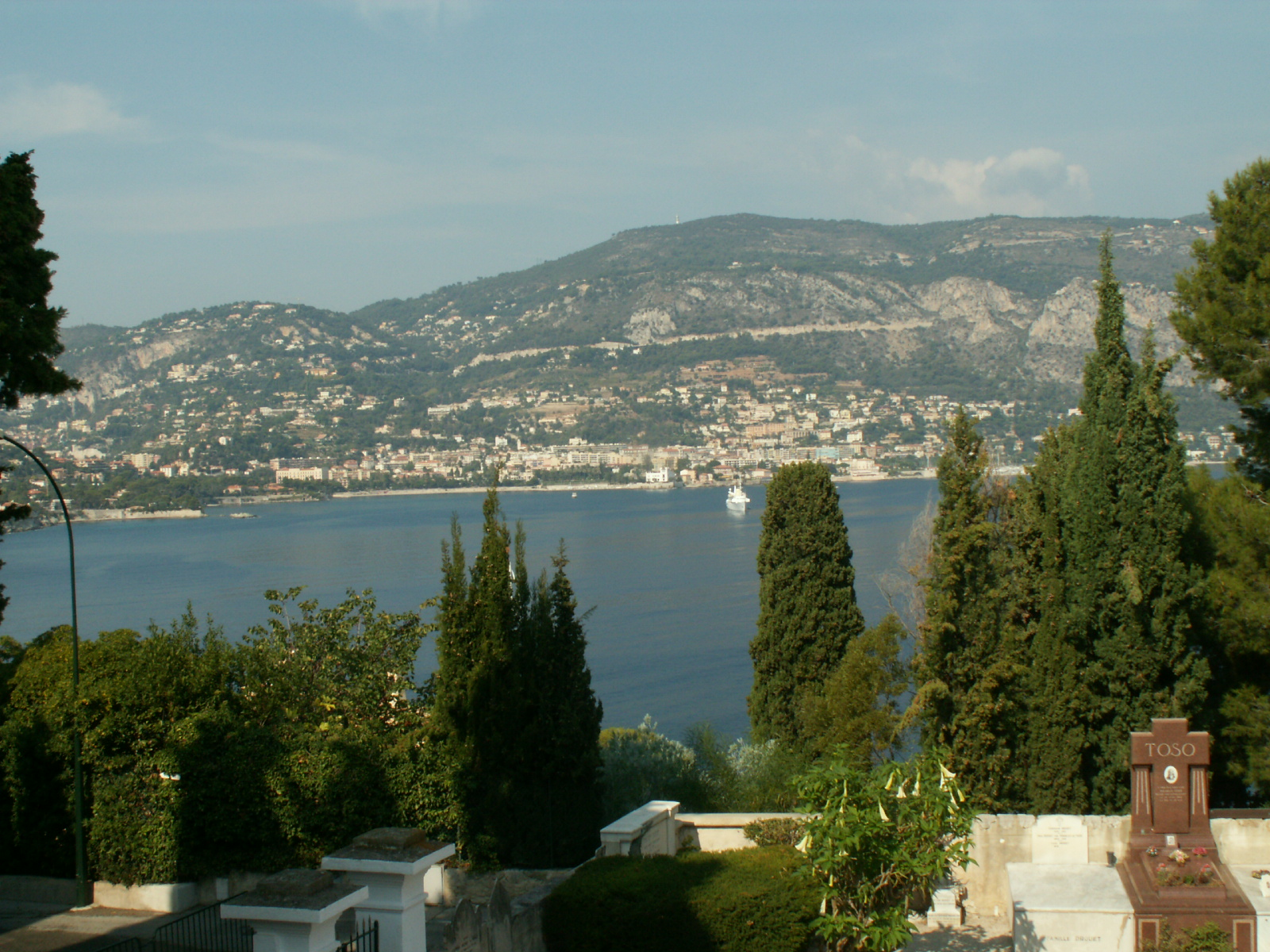
Beaulieu-sur-Mer da Saint-Hospice
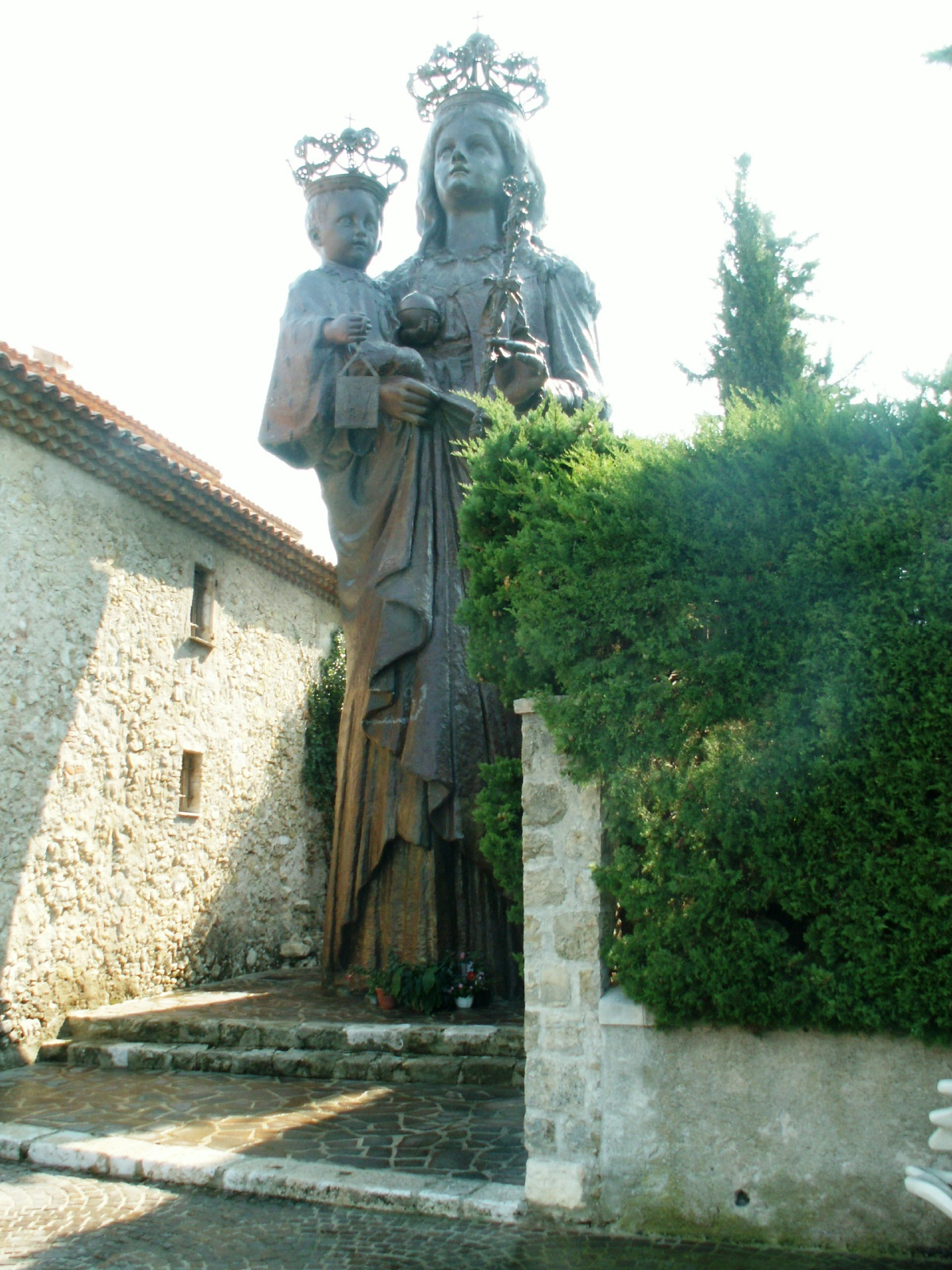
La Madonna Nera di Saint-Jean-Cap-Ferrat